# Лінивка-строкатка
Лінивка-строкатка (Notharchus) — рід дятлоподібних птахів родини лінивкових (Bucconidae). Поширений в тропічній Америці від Південної Мексики до Північної Аргентини.

## Класифікація
Рід містить 6 видів:
- Лінивка-строкатка білошия (Notharchus hyperrhynchus)
- Лінивка-строкатка великодзьоба (Notharchus macrorhynchos)
- Лінивка-строкатка буровола (Notharchus ordii)
- Лінивка-строкатка чорновола (Notharchus pectoralis)
- Лінивка-строкатка вохристочерева (Notharchus swainsoni)
- Лінивка-строкатка маскова (Notharchus tectus)